# Resolutie 669 Veiligheidsraad Verenigde Naties
Resolutie 669 van de Veiligheidsraad van de Verenigde Naties werd unaniem aangenomen op 24 september 1990.

## Achtergrond
Op 2 augustus 1990 viel Irak zijn zuiderbuur Koeweit binnen en bezette dat land. Nog diezelfde dag werd de inval door de VN-Veiligheidsraad veroordeeld in resolutie 660. Deze resolutie eiste ook een onmiddellijke terugtrekking van Irak, maar daar kwam niets van terecht.

## Inhoud
De Veiligheidsraad:
- herinnert aan resolutie 661;
- herinnert ook aan artikel °50 van het Handvest van de Verenigde Naties[1];
- is zich ervan bewust dat er steeds meer hulpaanvragen binnenkomen op basis van artikel °50;
- laat het bestuderen van de aanvragen over aan het Comité dat is opgericht in resolutie 661 om aanbevelingen te doen over hun goedkeuring.

## Verwante resoluties
- Resolutie 666 Veiligheidsraad Verenigde Naties
- Resolutie 667 Veiligheidsraad Verenigde Naties
- Resolutie 670 Veiligheidsraad Verenigde Naties
- Resolutie 674 Veiligheidsraad Verenigde Naties

Lijst ·  647 ·  648 ·  649 ·  650 ·  651 ·  652 ·  653 ·  654 ·  655 ·  656 ·  657 ·  658 ·  659 ·  660 ·  661 ·  662 ·  663 ·  664 ·  665 ·  666 ·  667 ·  668 ·  669 ·  670 ·  671 ·  672 ·  673 ·  674 ·  675 ·  676 ·  677 ·  678 ·  679 ·  680 ·  681 ·  682 ·  683